# Albert Edward Bay
Albert Edward Bay är en vik i Kanada.   Den ligger i territoriet Nunavut, i den nordöstra delen av landet, 3 100 km nordväst om huvudstaden Ottawa.
Trakten runt Albert Edward Bay består i huvudsak av gräsmarker. Trakten runt Albert Edward Bay är nära nog obefolkad, med mindre än två invånare per kvadratkilometer.